# 肯菲爾德冰原島峰
73°46′S 99°3′W / 73.767°S 99.050°W
肯菲爾德冰原島峰（英語：Kenfield Nunatak），是南極洲的冰原島峰，位於埃爾斯沃思地，處於科斯格羅夫冰架東南面15公里和普賴爾崖東北面31公里，美國地質調查局根據測量和該國海軍的空中照片繪入地圖，現時由南極條約體系管理。